# 羅氏扁隆頭魚
羅氏扁隆頭魚，為輻鰭魚綱鱸形目隆頭魚亞目隆頭魚科的其中一種，分布於東大西洋區，從直布羅陀、地中海至黑海海域，棲息深度1-30公尺，體長可達17公分，棲息在近海海草生長的岩石海域，屬肉食性，以貝類、腹足類、片腳類、苔蘚蟲等為食，生活習性不明，可作為食用魚和觀賞魚。

## 擴展閱讀
維基物種上的相關：羅氏扁隆頭魚